# Aglianicone
L'Aglianicone è un vitigno a bacca nera. È coltivato in Campania e Basilicata da cui si ricava un vino rosso dal profumo intenso.

## Storia e territorio
La storia dell’Aglianicone si intreccia con quella dell’Aglianico, con il Cilento e con le complesse vicende storiche di questo territorio. Il Cilento è la parte interna di un territorio sulla cui costa sorgevano importanti città greche (ad esempio: Velia e Paestum) che rappresentavano veri e propri snodi commerciali lungo le rotte tirreniche dei coloni greci. Questo territorio oltre ad essere all’interno del 3° centro di domesticazione della vite rappresentava anche un centro di accumulo varietale e quindi luogo privilegiato di scambio con altre zone limitrofe (per esempio Napoli e Ischia) per questo presenta ancora oggi una particolare ricchezza varietale, ad oggi non completamente esplorata.
Facendo riferimento ai vini intorno a Napoli si trova una delle prime citazioni del nome Aglianico (Aglianicum vinum) che compare nel 1596 in De Naturali Vinorum Historia di Andrea Bacci. Mentre, il nome Aglianicone è riportato da Giuseppe Acerbi nel 1825 nell’elenco delle varietà di vite nei dintorni di Napoli, insieme ad altre varietà tra cui: Aglianica, Aglianica vera, l’Aglianica sorcella e l’Aglianica Cola Giovanni. Il conte Giuseppe Di Rovasenda, nel Saggio di una Ampelografia Universale del 1877, riporta l’Aglianicone o Ruopolo all’interno del gruppo delle Aglianiche, formato da: Aglianica, Aglianica femminile o Aglianichella e Aglianico mascolino o Spriema.
Infine, Carlucci (nell’Ampélographie 1904) fornisce una sintetica descrizione ampelografica di 5 biotipi del gruppo delle Aglianiche: l’Aglianico comune, l’Aglianico S. Severino o di Lapio (Montemarano), l’Aglianico zerpoluso, l’Aglianichello (o Aglianichella o Aglianicuccia (Pozzuoli) o Aglianico Femminile (Campagna) ) e l’Aglianicone. Carlucci, metteva anche in evidenza che mentre nell’area del Vulture i vigneti erano costituiti quasi esclusivamente da Aglianico comune, nelle provincie Campane l’Aglianico comune era coltivato insieme ad uno o più degli altri biotipi. Scriveva il Carlucci che rispetto ai biotipi di Aglianico, l’Aglianicone aveva un maggior vigore, una maggiore dimensione dell’acino e del grappolo, nonché una più precoce maturazione.
Col tempo l’Aglianicone è stato quasi abbandonato e raramente utilizzato in nuovi per vigneti. Recentemente però, alcune aziende viti-vinicole dell’area Cilento, in Provincia di Salerno, riunite nell’associazione  Terre dell’Aglianicone, hanno mostrato un rinnovato interesse verso questo vitigno inserendolo nella base ampelografica della Denominazione di Origine Controllata “Castel San Lorenzo” e promuovendo, in collaborazione con l’Università Federico II di Napoli e con l’Università della Basilicata, un progetto di ricerca centrato sullo studio del vitigno e dell’ambiente.

## Genius Loci
L’Aglianicone è un vitigno autoctono dell’area Cilentana in cui sono presenti almeno altri 3 biotipi. In particolare, il biotipo di Castel San Lorenzo è, con un ragionevole margine di sicurezza, uno dei genitori dell’Aglianico comune, mentre il biotipo di Postiglione e il biotipo di Monteforte Cilento sono strettamente imparentati con i primi due. Le diverse parentele indicano che quasi sicuramente questi vitigni sono il frutto di incroci spontanei avvenuti all’interno di un singolo vigneto o comunque in un areale ben delimitato situato all’interno del Cilento. Ciò fa dell’Aglianicone un vitigno più antico dell’Aglianico.

## Caratteristiche morfologiche
L’Aglianicone è un vitigno molto vigoroso, con foglie medio-grandi con tre o cinque lobi e seno peziolare aperto. Predilige la potatura lunga a causa di una bassa fertilità delle gemme basali. Il grappolo del biotipo di Castel San Lorenzo è medio-piccolo, mentre quello delle accessioni di Postiglione e di Monteforte è medio. L’acino è medio-grande, sferico, pruinoso con aroma neutro. Intorno alla seconda decade di ottobre raggiunge il giusto grado zuccherino mantenendo una buona acidità tartarica e malica e una eccellente intensità del colore della buccia nero-bluastra.

## Metodo di coltivazione
Nel Cilento questo vitigno non ha bisogno di irrigazione e predilige portinnesti di media-bassa vigoria in relazione alla profondità ed alla granulometria del suolo.

## Attitudini enologiche
Il vino è di buona qualità, elegante, che rappresenta a pieno l’espressione di un vitigno e del suo terroir.
Il colore è violaceo, mediamente viscoso, con archetti fitti e regolari che confermano una buona carica glicerica ed una ricchezza di estratto.
All’olfatto si percepiscono nettamente i sentori di fragoline di bosco, more e mirtilli, tutto contornato da tocchi di prugna sotto spirito che ne esaltano la buona carica alcolica. Dopo alcuni istanti ecco aprirsi il bouquet in cui si riconoscono note di chiodi di garofano, pepe nero, una netta nota di liquirizia e di radici, tocchi di fungo, humus e foglia di tabacco a contornare l’elegante naso.
Al palato l’ingresso è caldo, vellutato, buona la sensazione di pseudocalore data dall’alcol, che però si bilancia bene ad un’acidità spiccata, che attraversa la lingua con sensazioni quasi elettriche. Mediamente sapido, con una mineralità da pietra con tannini giovani integrati nel corpo del vino.
Temperatura di servizio 16 °C in ampi calici per permettere al bouquet di esprimersi al meglio.
Abbinamenti suggeriti: tagliata di manzo con essenza al rosmarino e crosta di nocciola e caffè, per arricchirne la speziatura e bilanciare le note ematiche con la spiccata acidità.